# Great Basin
Great Basin er et stort, ørkenområde som ligger vest i USA. Det er også en geografisk subregion. Dens grænser er variabelt defineret, afhængig af den aktuelle definitionen som bruges. Det mest almindelige er at betragte Great Basin som det store, sammenhængende afvandingsområde som ligger imellem Wasatch Range i Utah og Sierra Nevada, og som ikke har nogen naturlig adgang til havet.
36°36′N 118°18′V / 36.6°N 118.3°V